# Куб
У аритметици и алгебри, куб броја n је његов трећи експонент: резултат броја помноженог самим собом два пута:
n3 = n × n × n.
То је такође и број помножен својим квадратом:
n3 = n × n2.
То је уједно и формула за запремину за геометријску коцку са страном дужине n, што доводи до имена. Инверзна операција од проналажења броја чији куб је n се зове вађење кубног корена од n. Она одређује страну коцке датог запремине. То је такође n подигнуто на једну-трећину.
Оба куба и кубни корен су непарне функције:
(−n)3 = −(n3).
Куб броја или другог математичког израза се означава помоћу експонента 3, на пример 23 = 8 или (x + 1)3.

## Цели бројеви
Кубни број, или савршени куб, или само куб, је број који је куб целог броја. Позитивни савршени кубови до 603 су (sequence A000578 in OEIS):
| 13 = 1     | 113 = 1331 | 213 = 9261   | 313 = 29,791 | 413 = 68,921  | 513 = 132,651 |
| 23 = 8     | 123 = 1728 | 223 = 10,648 | 323 = 32,768 | 423 = 74,088  | 523 = 140,608 |
| 3 = 27     | 133 = 2197 | 233 = 12,167 | 333 = 35,937 | 433 = 79,507  | 533 = 148,877 |
| 43 = 64    | 143 = 2744 | 243 = 13,824 | 343 = 39,304 | 443 = 85,184  | 543 = 157,464 |
| 53 = 125   | 153 = 3375 | 253 = 15,625 | 353 = 42,875 | 453 = 91,125  | 553 = 166,375 |
| 63 = 216   | 163 = 4096 | 263 = 17,576 | 363 = 46,656 | 463 = 97,336  | 563 = 175,616 |
| 73 = 343   | 173 = 4913 | 273 = 19,683 | 373 = 50,653 | 473 = 103,823 | 573 = 185,193 |
| 83 = 512   | 183 = 5832 | 283 = 21,952 | 383 = 54,872 | 483 = 110,592 | 583 = 195,112 |
| 93 = 729   | 193 = 6859 | 293 = 24,389 | 393 = 59,319 | 493 = 117,649 | 593 = 205,379 |
| 103 = 1000 | 203 = 8000 | 303 = 27,000 | 403 = 64,000 | 503 = 125,000 | 603 = 216,000 |

Геометријски гледано, позитиван број m је савршен куб ако и само ако се може организовати куб m у чврсту и већу јединицу, чврсти куб. На пример, 27 мали кубови могу да се организују у један већи са појавом Рубикове коцке, од 3 × 3 × 3 = 27.
Разлика између кубова узастопних целих бројева се може изразити на следећи начин:
n3 − (n − 1)3 = 3(n − 1)n + 1.
или
(n + 1)3 − n3 = 3(n + 1)n + 1.
Не постоји минимални савршени куб, јер је куб негативног целог броја је. На пример,(−4) × (−4) × (−4) = −64.

### Декадни систем
За разлику од савршених квадрата, савршени кубови немају мали број могућности за последње две цифре. Осим за куб дељив са 5, где само 25, 75 и 00 могу бити последње две цифре, било који пар бројева са било које две непарне последње цифре може бити савршен куб. Са парним кубовима, постоји значајно ограничење, за само 00, o2, e4, o6 и e8 могу бити последње две цифре савршеног куба (где о означава било коју непарну цифру и е било шта, чак и цифру). Неки кубни бројеви су такође квадратни бројеви; на пример, 64 је квадратни број (8 × 8) аи кубни број (4 × 4 × 4). То се дешава ако и само ако је број савршена шеста снага.
Последње цифре било које треће снаге су:
| 0 | 1 | 8 | 7 | 4 | 5 | 6 | 3 | 2 | 9 |

Међутим, лако је показати да већина бројеви нису савршени кубови јер сви савршени кубови морају имати дигитални корен 1, 8 или 9. Штавише, дигитални корен куба било ког броја може се одредити остатком који број даје када се подели 3:
- Ако је број дељив са 3, његов куб има дигитални корен 9;
- Ако даје остатак 1 при дељењу са 3, његов куб има дигитални корен 1;
- Ако даје остатак 2, при дељењу са 3, његов куб има дигитални корен 8.

### Упозорење о проблему за кубове
Сваки позитиван цео број може бити написан као сума од девет (или мање) позитивних кубова. Ова горња граница од девет кубова се не може смањити јер, на пример, 23 може да се пише као збир мање од девет позитивних кубова:
23 = 23 + 23 + 13 + 13 + 13 + 13 + 13 + 13 + 13.

### Фермаова последња теорема за коцке
Једначина x3 + y3 = z3 нема нетривијално (нпр: xyz ≠ 0) решење у целим бројевима. У ствари, нега у Ајнштајновим целим бројевима.
Обе ове изјаве такође важе и за једначину x3 + y3 = 3z3.

### Збир првих n кубова
Збир првих n кубова је n-ти троугаони број квадрат:
{\displaystyle 1^{3}+2^{3}+\dots +n^{3}=(1+2+\dots +n)^{2}=\left({\frac {n(n+1)}{2}}\right)^{2}.}
На пример, збир првих 5 кубова је квадрат 5. троугаоног броја,
{\displaystyle 1^{3}+2^{3}+3^{3}+4^{3}+5^{3}=15^{2}\,}
Сличан резултат се може добити за суму од првих у непарних кубова,
{\displaystyle 1^{3}+3^{3}+\dots +(2y-1)^{3}=(xy)^{2}}
али x, y морају задовољити негативну Пелову једначину {\displaystyle x^{2}-2y^{2}=-1}. На пример, за y = 5 и 29, онда,
{\displaystyle 1^{3}+3^{3}+\dots +9^{3}=(7\cdot 5)^{2}\,}
{\displaystyle 1^{3}+3^{3}+\dots +57^{3}=(41\cdot 29)^{2}}
и тако даље. Такође, сваки паран савршен број, осим најнижег, је збир првих  2(p−1)/2 непарних кубова,
{\displaystyle 28=2^{2}(2^{3}-1)=1^{3}+3^{3}}
{\displaystyle 496=2^{4}(2^{5}-1)=1^{3}+3^{3}+5^{3}+7^{3}}
{\displaystyle 8128=2^{6}(2^{7}-1)=1^{3}+3^{3}+5^{3}+7^{3}+9^{3}+11^{3}+13^{3}+15^{3}}

### Збир кубова бројева у аритметичкој прогресији
Постоје примери кубова бројева у аритметичкој прогресији чији збир је куб:
{\displaystyle 3^{3}+4^{3}+5^{3}=6^{3}}
{\displaystyle 11^{3}+12^{3}+13^{3}+14^{3}=20^{3}}
{\displaystyle 31^{3}+33^{3}+35^{3}+37^{3}+39^{3}+41^{3}=66^{3}}
са првим такође познатим као Платонов број. Формула F за проналажење збира n кубова бројева у аритметичкој прогресији са заједничком разликом d и почетним кубом a3,
{\displaystyle F(d,a,n)=a^{3}+(a+d)^{3}+(a+2d)^{3}+\cdots +(a+dn-d)^{3}}
је дата као
{\displaystyle F(d,a,n)=(n/4)(2a-d+dn)(2a^{2}-2ad+2adn-d^{2}n+d^{2}n^{2})}
Параметарско решење за
{\displaystyle F(d,a,n)=y^{3}}
је познато за посебан случај d = 1, или узастопне кубове, али само спорадична решења су позната за цео број  d > 1, као за d = 2, 3, 5, 7, 11, 13, 37, 39, итд.

### Кубови као суме узастопних целих непарних бројева
У низу непарних целих бројева 1, 3, 5, 7, 9, 11, 13, 15, 17, 19, ..., први је куб (1 = 13); збир следећа два је куб (3+5 = 23); збир следећа три је следећи куб (7+9+11 = 33); и тако даље.

## За рационалне бројеве
Сваки позитиван рационалан број је збир три позитивна рационална куба, а ту су и рационални који нису збир два рационална куба.

## У реалним бројевима, другим пољима, и прстеновима
У реалним бројевима, функција куба чува ред: већи број има већи куб. Другим речима, куб (строго) монотоно расте. Такође, његов кодомен је цела реална линија: функција x ↦ x3 : R → R је сурјекција (узима све могуће вредности). Само три броја су једнака сопственим кубовима: −1, 0, и 1. If −1 < x < 0 или 1 < x, онда x3 > x. Ако је x < −1 или 0 < x < 1, онда x3 < x. Сви наведени особине односе се и на било који већи непаран власти (x5, x7, …) реалних бројева. Равноправност и неједнакости су такође истините у сваком нарученом прстену.
Много сличних Еуклидских стереометара су повезани као кубови њихових линеарних величина.
У комплексним бројевима, куб имагинарног броја је такође имагинаран. На пример, i3 = −i.
Извод од x3 је3x2.
Коцке повремено имају сурјективну имовину у другим областима, као што су Fp за основни p који p ≠ 1 (mod 3), али не обавезно: погледајте пример са рационалним бројевима горе. Такође у F7 само три елемента 0, ±1 су савршени кубови, од укупно седам. −1, 0, и 1 су савршени кубови било где и  и једини елементи поља једнаки својим кубовима : x3 − x = x(x − 1)(x + 1).

## Историја
Одређивање кубова великих бројева је било врло често у многим древним цивилизацијама. Месопотамски математичари су створио кунформ таблете са табелама за израчунавање куба и кубног корени у Старом вавилонском периоду (20. до 16. века пре нове ере). Кубне једначине су познате по античко-грчком математичар Диофант. Херон је осмислио метод за израчунавање квадратног корена у 1. веку нове ере Методе за решавање кубних једначина и вађење кубних корена се појављују у Девет поглавља о математичкој уметности, текст кинеског математичара састављен око 2. века пре нове ере и коментарисан од стране Лиу Хуи-а у 3. веку наше ере. Индијски математичар Ариабхата написао објашњење куба у свом раду Ариабхатиа. 2010. Алберто Занони је пронашао нови алгоритам за израчунавање куба великог целог броја у одређеном опсегу, брже него квадрирај-и-множи.